# Vlag van Hessen

Vlag van Hessen

Landesdienstflagge van Hessen

De vlag van Hessen bestaat uit twee horizontale banen in de kleuren rood boven wit. De vlag heeft een hoogte-breedteverhouding van 3:5, net als de vlag van Duitsland. De Landesdienstflagge is dezelfde vlag, maar dan met het wapen van de deelstaat in het midden. Op 31 december 1949 werd de vlag officieel aangenomen, maar de verschillende Hessische staten gebruiken zeker sinds de napoleontische oorlogen vlaggen in de kleuren rood en wit. De kleuren zijn afkomstig uit het Wapen van Hessen, dat bestaat uit een rood en wit gestreepte leeuw op een blauw schild. De Duitse deelstaat Thüringen voert een vergelijkbaar wapen, de vlag van Thüringen heeft ook dezelfde kleuren als die van Hessen.

## Geschiedenis
Het landgraafschap Hessen werd in 1567 verdeeld. Hierbij ontstonden vier linies, waarvan er twee tot aan het einde van de achttiende eeuw bleven bestaan: Hessen-Kassel en Hessen-Darmstadt. Een zijlinie van Hessen-Darmstadt, Hessen-Homburg, ontstond in 1622. In 1815 werd Hessen-Homburg net als de twee oudere linies volledig soeverein. In 1866, na de Pruisisch-Oostenrijkse Oorlog, werden Hessen-Kassel en Hessen-Homburg door Pruisen geannexeerd. Samen met het hertogdom Nassau en de vrije stad Frankfort werden ze ondergebracht in de Pruisische provincie Hessen-Nassau. Hessen-Darmstadt bleef zelfstandig, eerst als lid van de Noord-Duitse Bond en na 1871 als deelstaat van het Duitse Keizerrijk. Na de val van de monarchie werd Hessen-Darmstadt tot volksstaat Hessen uitgeroepen.

### Hessen-Darmstadt
De vlag van Hessen-Darmstadt was een horizontale driekleur in de kleuren rood en wit met de verhouding 1:2:1. De vlag werd aangenomen in 1867.

### Hessen-Homburg
De vlag van Hessen-Homburg was twee horizontale banen van gelijke hoogte in de kleuren rood en wit.

### Hessen-Kassel
De vlag van Hessen-Kassel was twee horizontale banen van gelijke hoogte in de kleuren wit en rood.

### Volksstaat Hessen
De vlag van de Volksstaat Hessen was een horizontale driekleur in de kleuren rood en wit met de verhouding 1:2:1. De vlag werd aangenomen op 5 juli 1923.

Vlag van Hessen-Darmstadt
Vlag van Hessen-Kassel
Vlag van Hessen-Homburg
Vlag van de Volksstaat Hessen

Rijksstad Aken · Anhalt · Baden · Bataafse Republiek · Koninkrijk der Beide Siciliën · Koninkrijk Beieren · Groothertogdom Berg · Hertogdom Bourgondië · Brunswijk · Cornwall · Koninkrijk Dalmatië · Vrije Stad Danzig · Duitse Democratische Republiek · Duitse Rijk · Deutschösterreich · Engelse Gemenebest · Koninkrijk Etrurië · Vrijstaat Fiume · Republiek Gumuljina · Koninkrijk Hannover · Hanze · Heilige Roomse Rijk · Herceg-Bosna · Hessen-Darmstadt · Hessen-Kassel · Hessen-Homburg · Volksstaat Hessen · Idel-Oeral Staat · Joegoslavië · Kerkelijke Staat · Koeban · Koerland · Republiek Krakau · Lucca · Prinsbisdom Luik · Luikse Republiek · Mecklenburg-Schwerin · Mecklenburg-Strelitz · Memelland · Midden-Litouwen · Nazi-Duitsland · Neutraal Moresnet · Occitanië · Oldenburg · Oost-Roemelië · Oostenrijk-Hongarije · Ottomaanse Rijk · Parthenopeïsche Republiek · Pommeren · Pruisen · Republiek Ragusa · Reuss jongere linie · Reuss oudere linie · Volksstaat Reuss · Rijnprovincie · Protectoraat Saarland · Saksen · Saksen-Altenburg · Saksen-Coburg en Gotha · Saksen-Hildburghausen · Saksen-Meiningen · Savoie · Servië en Montenegro · Sovjet-Unie · Transkaukasische Socialistische Federatieve Sovjetrepubliek · Tsjecho-Slowakije · Unie van Kalmar · Republiek Venetië · Waldeck-Pyrmont · Westfalen · Weimarrepubliek · Württemberg ·  Republiek der Zeven Verenigde Nederlanden (1572-1795) · Republiek der Zeven Verenigde Nederlanden (1650-1795)